# チラキレス

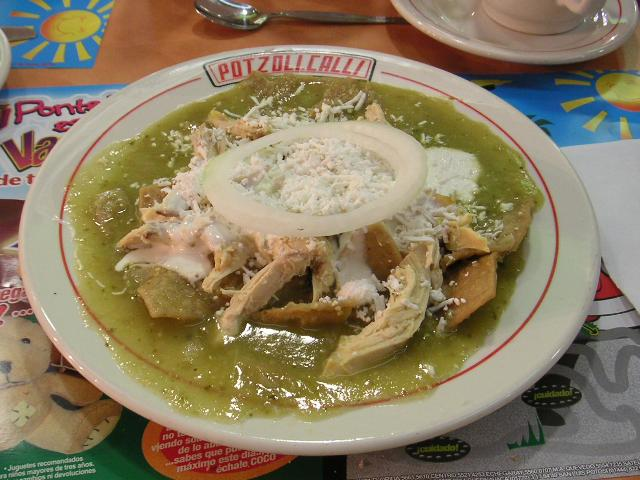
チラキレス・ベルデ・コン・ポヨ（鶏肉の緑のチラキレス）

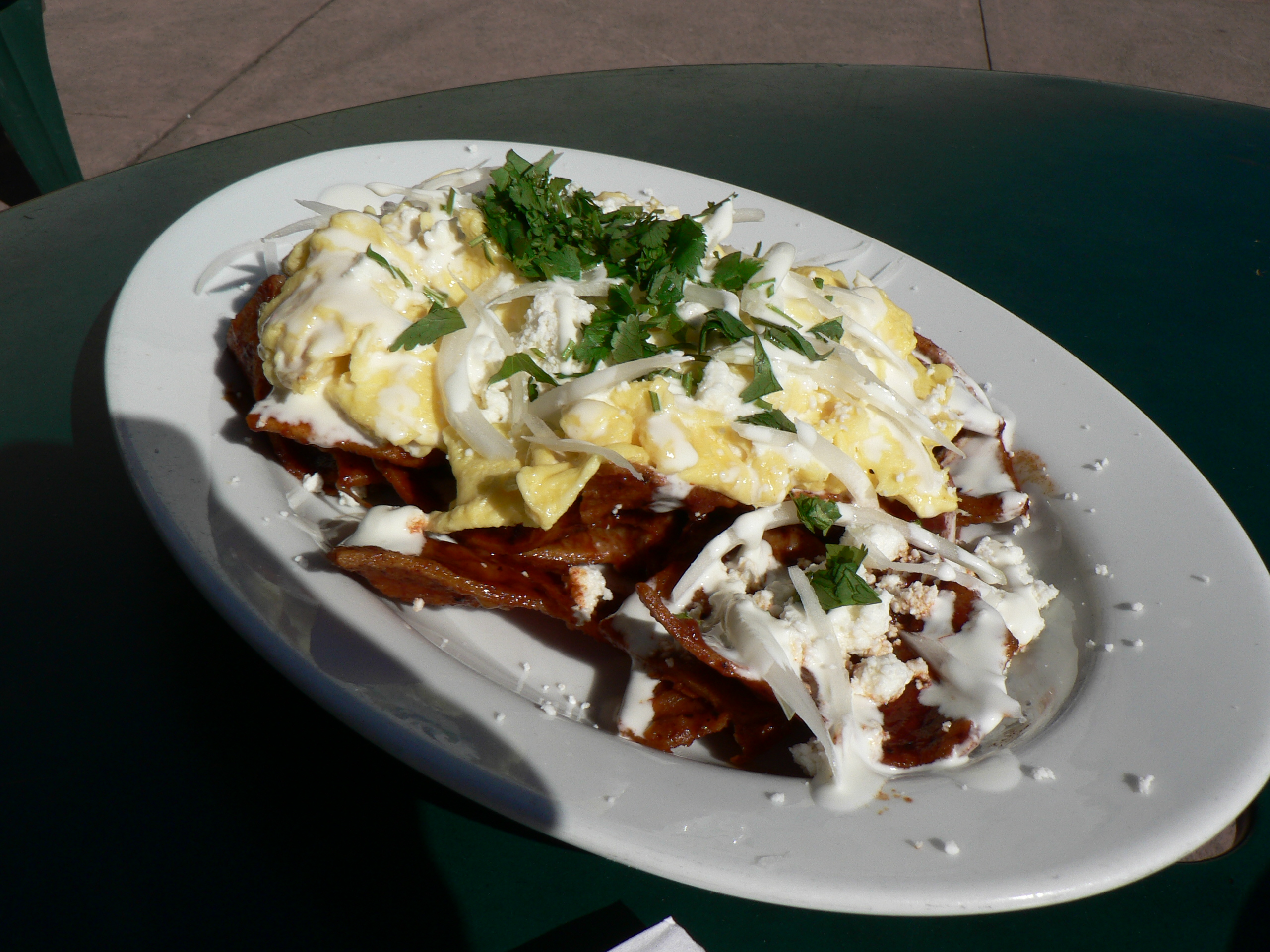
卵、ハーブ、タマネギ、チーズのチラキレス

チラキレス（西: chilaquiles）は、一般的に、トウモロコシのトルティーヤを4等分して揚げ、ソースをかけた伝統的なメキシコ料理である。

## 調理・食べ方
トトポスと呼ばれるカリカリに揚げたトルティーヤ・チップスに、緑または赤のサルサやモーレをたっぷりかけ、トルティーヤが柔らかくなるまで煮立てる。スクランブルエッグや目玉焼きまたは細く裂いた鶏肉を加える場合もある。チーズ（通常フレッシュチーズの一種ケソ・ブランコ）やクレマというクレームフレッシュに似たサワークリームを乗せて、フリホレス・レフリトスと共に供する。地域や家庭により、様々な種類がある。
チラキレスは固くなったトルティーヤと残ったサルサを上手に利用するレシピとして人気があり、通常朝食またはブランチに食べる。また、メキシコでは辛い食べ物が二日酔いに効くと言われているため、二日酔いに効果があるとされる。
共にトルティーヤ・チップスを使用する朝食の料理であるため、テクス・メクス料理のミガスと間違われることがある。

## 語源
「唐辛子を入れて煮たハーブまたは葉菜の汁」を意味するナワトル語の「チル＝ア＝キリトル」に由来する。

## 地域によるバリエーション
グアダラハラでは、カスエラ (Cazuela) という土鍋でポレンタのようにとろみがつくまでチラキレスを煮込む。シナロア州では、チラキレスをホワイトソースで調理する。

## アメリカ合衆国のチラキレス
アメリカ合衆国では、1898年に出版されたエンカルナシオン・ピネド著の『El cocinero español』（スペインの料理本）にチラキレスのレシピがある。チラキレス・タパティオス・ア・ラ・メヒカーナ、「グアダラハラ風チラキレス」）、チラキレス・ア・ラ・メヒカーナおよびチラキレス・コン・カマロネス・セコスの3つのレシピが書かれている。チラキレスは、ヒスパニック系の囚人の間でも一般的である。アメリカ合衆国では、唐辛子、コショウ、タマネギ、およびトマトとドリトスを混ぜ合わせて水を加え、電子レンジで調理したインスタントのチラキレスもあり、チリキダとも呼ばれる。有機農産物を使った冷凍食品を販売するエイミーズ・キッチン社からも販売されている。